# Десантные транспорты-доки типа «Сан-Джорджо»
Десантные транспорты-доки типа «Сан-Джорджо» были построены фирмой Fincantieri для итальянского флота. Эти корабли длиной 133 м, шириной 20,5 м и водоизмещением 8 000 т могут нести батальон морской пехоты и до 36 бронеавтомобилей. Кормовой затапливаемый док может вместить три десантных баржи. Корабли базируются на военно-морской базе Бриндизи на Адриатическом побережье.

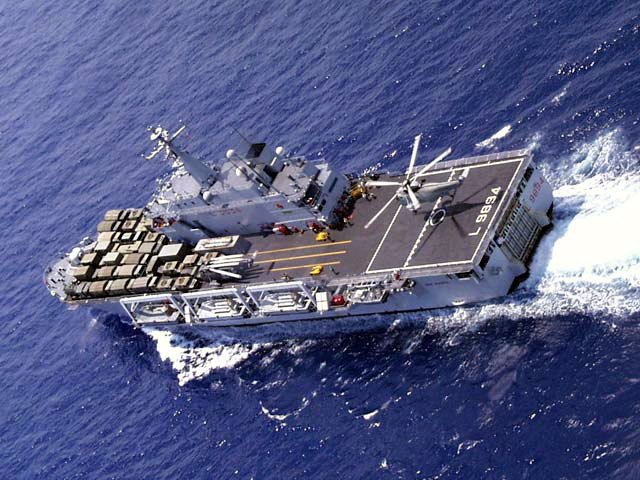
San Giusto

Сан-Джорджо и Сан-Марко были значительно модернизированы, чтобы вместить сквозную полетную палубу с четырьмя посадочными точками. Сан-Джусто, третий корабль серии, не был изменен с момента постройки, однако с самого начала имел улучшенную конструкцию. Обычно он используется в качестве учебного корабля.

## Состав серии
| Имя                                       | Тактический номер              | Номер корпуса                  | Заложен                        | Спущен                         | В строю                        | Девиз                                | Fate                           |
| ВМС Италии — тип «Сан-Джорджо»            | ВМС Италии — тип «Сан-Джорджо» | ВМС Италии — тип «Сан-Джорджо» | ВМС Италии — тип «Сан-Джорджо» | ВМС Италии — тип «Сан-Джорджо» | ВМС Италии — тип «Сан-Джорджо» | ВМС Италии — тип «Сан-Джорджо»       | ВМС Италии — тип «Сан-Джорджо» |
| ----------------------------------------- | ------------------------------ | ------------------------------ | ------------------------------ | ------------------------------ | ------------------------------ | ------------------------------------ | ------------------------------ |
| San Giorgio                               | L9892                          | 929                            | 27 May 1985                    | 21 February 1987               | 13 February 1988               | Arremba San Zorzo                    | In service                     |
| San Marco                                 | L9893                          | 5825                           | 26 March 1985                  | 10 October 1987                | 14 May 1988                    | Ti con nu, nu con ti                 | In service                     |
| San Giusto                                | L9894                          | 5932                           | 19 August 1991                 | 2 December 1993                | 14 April 1994                  | Coragio no manca co' semo nel giusto | In service                     |
| ВМС Алжира — тип «Улучшенный Сан-Джорджо» |                                |                                |                                |                                |                                |                                      |                                |
| Kalaat Béni Abbès                         | 474                            | 6235                           | 11 January 2012                | 14 January 2014                | 4 September 2014               | In service with Algerian Navy        |                                |

## Корабли на замену
Два первых корабля в серии планируются к выводу из состава флота. Итальянский военно-морской флот получил разрешение на приобретение двух десантных вертолётоносных кораблей-доков (ДВКД) водоизмещением 21—24 тыс. т и длиной 190 м с возможностью приобретения третьего судна, с расширенными авиационными средствами (десантно-штурмовой вертолётоносец).

## Улучшенный УДК типа «Сан-Джорджо»
В июле 2011 года алжирский военно-морской флот разместил заказ у Fincantieri на усовершенствованную версию кораблей-амфибий класса «Сан-Джорджо», классифицированных как Bâtiment de Débarquement et de Soutien Logistique (BDSL, десантный корабль поддержки логистики). 8 января 2014 года BDSL был спущен на воду на верфи Fincantieri в Сестри-Леванте.
Kalaat Béni-Abbès оснащён зенитными установками «Aster 15» и «Aster 30» в корму от надстройки, с одной 76-мм артиллерийской установкой OTO Melara 76 mm Super Rapid на носу и двумя 25-мм артиллерийскими блоками с дистанционным управлением. В BDSL могут разместиться три десантных катера типа LCM-6, три малых катера Landing Craft Vehicle Personnel, один большой катер Landing Craft Personnel и две полужесткие лодки. В ангаре могут разместиться до 15 бронированных сможет разместиться десант из 440 солдат.